# Stolní tenis na Letních olympijských hrách 2020
Stolní tenis na Letních olympijských hrách 2020 v Tokiu se konal od 24. července do 6. srpna 2021. 

## Medailisté
| Dvouhra muži    | Ma Lung · Čína (CHN)                        | Fan Čen-tung · Čína (CHN)                                    | Dimitrij Ovtcharov · Německo (GER)                       |  |  |  |
| Družstva muži   | Čína · Fan Čen-tung · Ma Lung · Xu Xin      | Německo · Dimitrij Ovtcharov · Patrick Franziska · Timo Boll | Japonsko · Džun Mizutani · Koki Niwa · Tomokazu Harimoto |  |  |  |
|                 |                                             |                                                              |                                                          |  |  |  |
| Dvouhra žen     | Chen Meng · Čína (CHN)                      | Sun Yingsha · Čína (CHN)                                     | Mima Ito · Japonsko (JPN)                                |  |  |  |
| Družstva žen    | Čína · Chen Meng · Sun Yingsha · Wang Manyu | Japonsko · Mima Ito · Kasumi Ishikawa · Miu Hirano           | Hongkong · Doo Hoi Kem · Lee Ho Ching · Minnie Soo       |  |  |  |
| Smíšená čtyřhra | Japonsko · Džun Mizutani · Mima Ito         | Čína · Sü Sin · Liu Shiwen                                   | Tchaj-wan · Lin Yun-ju · Cheng I-ching                   |  |  |  |

## Přehled medailí
| Pořadí | Země      | Zlato | Stříbro | Bronz | celkem |
| ------ | --------- | ----- | ------- | ----- | ------ |
| 1.     | Čína      | 4     | 3       | 0     | 7      |
| 2.     | Japonsko  | 1     | 1       | 2     | 4      |
| 3.     | Německo   | 0     | 1       | 1     | 2      |
| 4.     | Tchaj-wan | 0     | 0       | 1     | 1      |
| 4.     | Hongkong  | 0     | 0       | 1     | 1      |
| 4.     | celkem    | 5     | 5       | 5     | 15     |